# 愛敬重之
愛敬 重之（あいきょう しげゆき、1964年1月29日 - ）は、日本の元陸上選手、政治家。3000メートル障害を専門とした。1986年アジア競技大会と1985年アジア陸上競技選手権大会で金メダルを獲得した。ユニバーシアードにおいて2度銅メダルを獲得し、日本選手権においても2度優勝している。
1983年と1987年の世界陸上競技選手権大会にアジア人として唯一障害走に出場した。1985年IAAFワールドカップにアジア代表として出場した。自己ベストである8:31.27（1983年に記録）は、2020年に三浦龍司に破られるまで長らく日本ジュニア記録であった。

## 経歴
三重県桑名市出身。1979年に三重県立四日市工業高等学校に入学し、1981年に全国高等学校総合体育大会陸上競技大会の1500m障害で優勝し、国民体育大会の5000mで2位となった。
1982年に高校を卒業し、中京大学に入学した。
1983年のユニバーシアードに出場し、3000メートル障害で3位となった。1983年世界陸上競技選手権大会の日本代表に選出され、3000メートル障害の予選を8:31.27のタイムで突破した。このタイムは日本のジュニア（20歳以下）の新記録であり、2020年に三浦龍司に破られるまで長らく日本ジュニア記録であった。準決勝では少しタイムを落とし、11位で敗退した。
1984年ロサンゼルスオリンピックには出場できなかった。1985年アジア陸上競技選手権大会に出場し、小山隆治、新宅雅也に次ぐ日本人3人目の3000メートル障害の優勝者となった。これにより、1985年IAAFワールドカップの同種目のアジア代表となった。この大会では自己ベストから遅い8:55.35のタイムで8位となった。
1986年に大学を卒業し、NTNに入社した。この年に日本陸上競技選手権大会で初優勝した。1986年アジア競技大会で金メダルを獲得した。このときのタイム8:36.98は大会記録であった。
1987年に日本陸上競技選手権大会で2度目の優勝をするが、これが最後の優勝となった。1987年世界陸上競技選手権大会の3000メートル障害にアジア人として唯一出場したが、8:41.41のタイムで予選10位となり敗退した。同年にはユニバーシアードにも出場し、銅メダルを獲得した。
最後に出場した主要な大会は1991年アジア陸上競技選手権大会であり、4位であった。その後は長距離ロードレースに転向し、1992年の姫路城ロードレース大会の10マイルで4位となっている。
2004年にNTN陸上競技部を退任した。2010年から桑名市の市議会議員を務めている。

## 家族
父の実はインカレで3000メートル障害の優勝経験者であり、9:12.2という日本学生記録を保持していた。娘の世菜と麻矢は2005年の全日本中学陸上競技選手権の4×100メートルリレーで金メダルを獲得している。息子の彰太郎は2011年世界ユース選手権大会のメドレーリレーで銀メダルを獲得し、4×200メートルリレーの国内記録(1:22.12)を保持していた。

## 自己ベスト
- 3000m障害: 8:31.27 (ヘルシンキ 1983年) - 元日本ジュニア記録

## 国内大会
- 日本陸上競技選手権大会
  - 3000m障害: 1986, 1987年優勝[8]

## 国際大会
| 年   | 大会             | 会場                         | 結果           | 種目      | 補足       |
| ---- | ---------------- | ---------------------------- | -------------- | --------- | ---------- |
| 1983 | ユニバーシアード | カナダ、エドモントン         | 3位            | 3000m障害 | 8:33.44    |
| 1983 | 世界選手権       | フィンランド、ヘルシンキ     | 11位（準決勝） | 3000m障害 | 8:33.29    |
| 1985 | アジア選手権     | インドネシア、ジャカルタ     | 1位            | 3000m障害 | 8:46.96    |
| 1985 | ワールドカップ   | オーストラリア、キャンベラ   | 8位            | 3000m障害 | 8:55.35    |
| 1986 | アジア競技大会   | 韓国、ソウル                 | 1位            | 3000m障害 | 8:36.98 GR |
| 1987 | ユニバーシアード | ユーゴスラビア、ザグレブ     | 3位            | 3000m障害 | 8:34.23    |
| 1987 | 世界選手権       | イタリア、ローマ             | 10位（予選）   | 3000m障害 | 8:41.41    |
| 1991 | アジア選手権     | マレーシア、クアラルンプール | 4位            | 3000m障害 | 8:35.10    |